# Luis Rodríguez
Luis Rodríguez (néha Luis Rodríguez Salazar vagy Luis Rodolfo Rodriguez Friedländer) (Fuente el Fresno, 1948. március 15.
spanyol zenei producer, hangmérnök, zeneszerző, énekes, zenész, leginkább a Modern Talking társproducereként, illetve az 1980-as évek euro disco hangzásának keverőjeként, hangszerelőjeként és hangmérnökeként ismert.

## Pályafutása
Luis Rodriguez Salazar néven Fuente el Fresnoban, Spanyolországban született 1948-ban. 
12 évesen kezdett el gitározni és utcai zenészként játszani, majd különböző együttesekben énekelni. Zenei karrierje a Los Esclavos zenekar gitárosaként, majd basszusgitárosaként indult be komolyabban,  egy hamburgi flamenco klubban. 
17 éves korától kezdett el demófelvételeket készíteni, majd lemezlovasként kapott fellépési lehetőségeket.
Az 1970-es évek közepén, 27 évesen kezdte énekesi karrierjét, melynek során 1975 és 1983 között 
hat kislemeze jelent meg. Közben elvégzett egy hangmérnöki iskolát és 1984-ben saját hangstúdiót hozott létre Hamburgban, Star Studio (vagy Star 33 illetve Studio 33) néven. A studió munkatársai voltak többek között Ralf Stemman, Geff Harrison, Mike Mareen, illetve a későbbi Modern Talking háttérénekesei Rolf Köhler és Michael Scholz valamint Detlef Wiedeke a későbbi Systems in Blue tagjai. És itt ismerkedett meg Dieter Bohlennel, a Modern Talking alapítójával is, akivel szintén együtt kezdett el dolgozni. Egy évvel a Studio 33 megnyitása után, elkészült a műhely első nemzetközi sikert aratott projektje,
a Modern Talking You’re My Heart, You’re My Soul című dalának felvétele. 
A studió Európa egyik legfontosabb hangstúdiójává nőtte ki magát. Alapítója, tulajdonosa és igazgatója
Luis Rodríguez később az egész studiót átköltöztette Palma de Mallorca repülőterének közelébe, Spanyolországba. 
A hangstúdió jelenleg Studio 33 Mallorca néven létezik és ugyanabban az épületben működik a Team 33 Music S.L. lemezcég valamint az azonos nevű kiadó is.
Rodriguez olyan művészekkel dolgozott együtt mint C. C. Catch, a Blue System, 
Chris Norman (ex-Smokie), Bonnie Tyler, Falco, London Boys, Fancy, Baccara, Sabrina, Errol Brown (ex-Hot Chocolate, Matthias Reim, Patty Ryan, Karel Gott, José Carreras, Plácido Domingo, Luciano Pavarotti és mások. Producerként nagy sikert aratott a Fun Factory zenei projekttel, még az 1990-es években.
Felesége Josephine Hiebel énekével pedig olyan projekteket készített, mint például: 
a Creative Connection, Josy, Lian Ross, Chicano, Loco Loco, Jobel, Dana Harris, 2 Eivissa stb.
Úgy tartják, hogy a Brother Louie című Modern Talking dalt 
Dieter Bohlen írta Rodriguezről, mivel 1986 és 1993 között Bohlen közeli munkatársa volt.

## Diszkográfia

### Kislemezek
- 1975 – Rose Von Valencia[11]
- 1975 – Geh Noch Nicht Nach Hause[12]
- 1978 – Mujer / Ana[13]
- 1979 – Shady Lady Baby Doll / Highway Queen[14]
- 1980 – Trinidad[15]
- 1983 – Niña[16]